# Dolci pasquali
Nei Paesi in cui si festeggia la Pasqua, è consuetudine preparare particolari dolci pasquali, da consumare con parenti e amici, nel giorno di Pasqua e di Pasquetta.
In Italia esiste una vasta gamma di preparati casalinghi, artigianali e industriali con caratteristiche ed ingredienti variabili secondo le diverse cucine regionali.

## Torte dolci

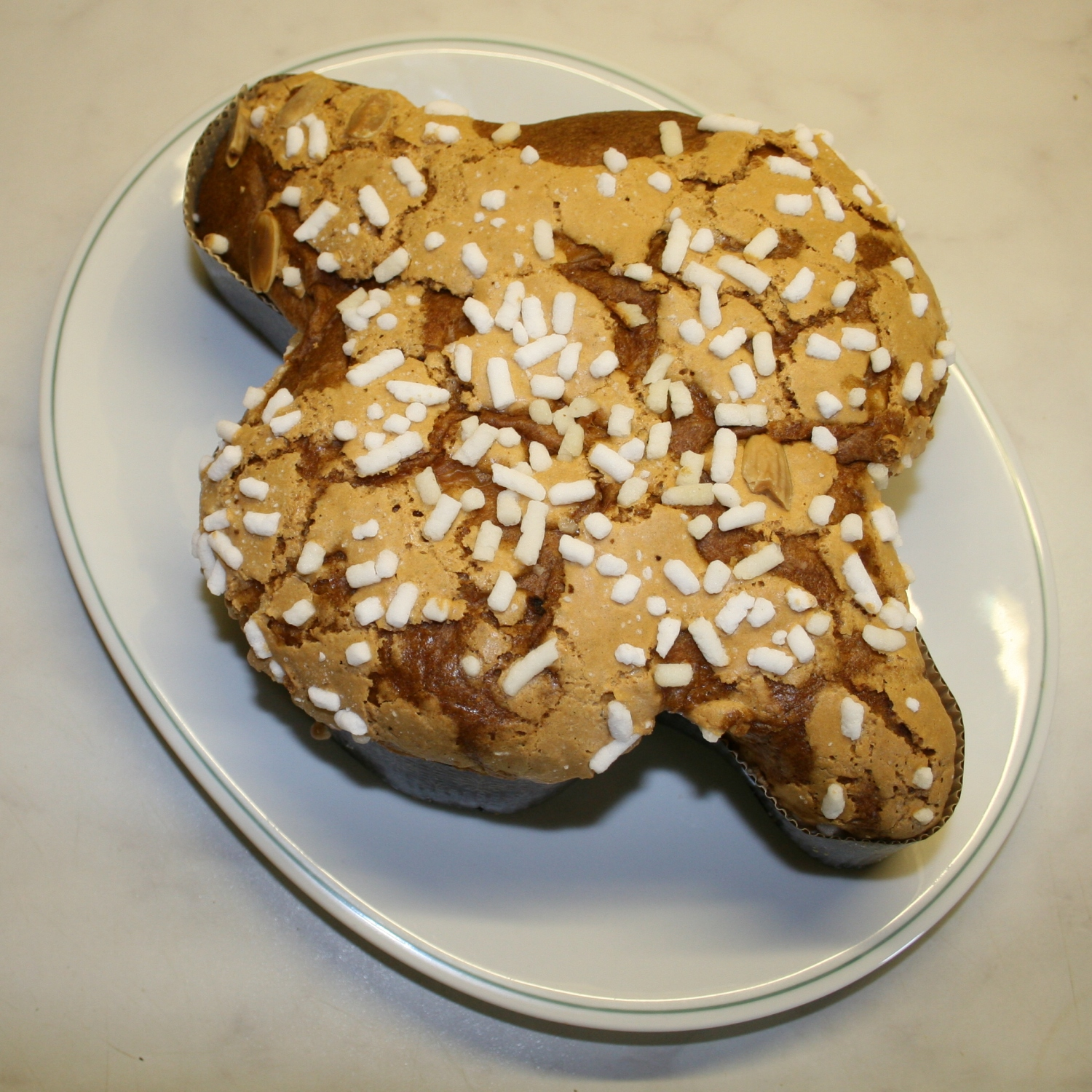
Colomba pasquale

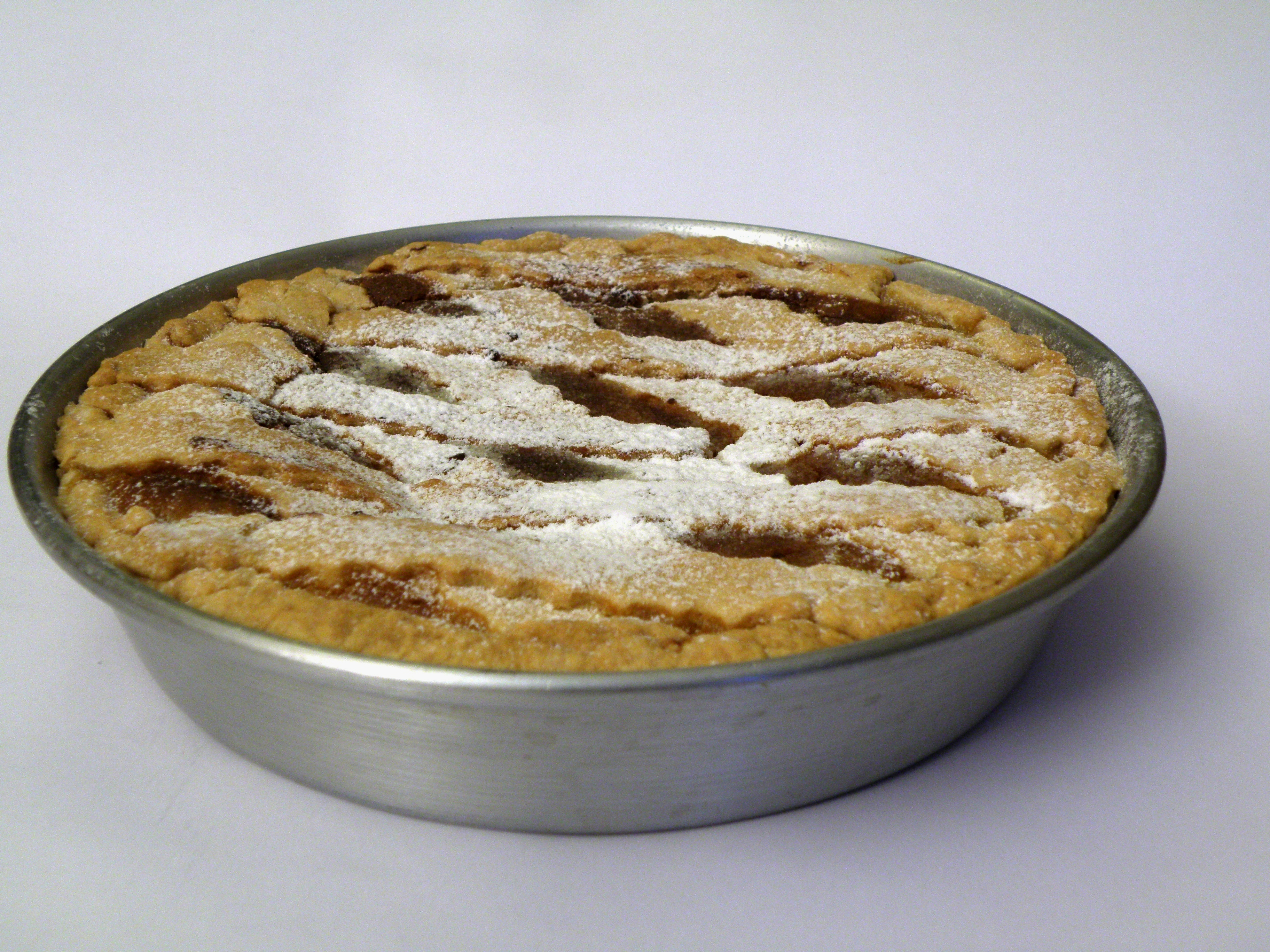
Pastiera

- Casadina, dolce tipico della Sardegna realizzato con una sottile sfoglia di pasta racchiuso a mo' di scodellina con i bordi delicatamente frastagliati, ha all'interno un ripieno a base di formaggio (il nome ricorda appunto il nome latino del formaggio) o ricotta e uva passa, così conosciuto nella zona del Logudoro, mentre al centro-sud, nel Campidano è realizzata in forme e ingredienti più o meno simili (sovente con l'aggiunta di zafferano prodotto nel sud dell'isola) con il nome di Pàrdula
- Ciaramicola, tipica dell'Umbria
- Cassata, tipica della Sicilia
- Colomba pasquale, prodotto industriale o artigianale milanese
- Cuzzupa, Anguta o Sguta, dolce tipico della Calabria
- Focaccia veneta, prodotto industriale o artigianale veneto
- Pagnotta pasquale (Cesena e Valle del Savio), grossa pagnotta ottenuta a partire da pasta da pane già lievitata aggiungendo zucchero, uovo e uvetta; si consuma anche assieme al salato (uova sode benedette)
- Panina (Appennino cesenate e aretino)  pagnottella di pasta da pane arricchita con uova, zucchero, uvetta
- Pasimata, dolce lucchese (tipo pane dolce), consumato tradizionalmente durante la Quaresima e, benedetto in chiesa, nel giorno di Pasqua.
- Pastiera, tipica della Campania
- Pie, dolce tipico della Calabria e della tradizione di Mileto fatte da una sorta di pasta frolla a doppio strato contenente all'interno marmellata di uva con noci e aromi naturali
- Pigna dolce, del Lazio meridionale
- Pinza triestina, dolce lievitato, di forma rotonda con tre tagli in superficie. Tipico delle province di Gorizia e Trieste
- Pizza di Pasqua della Tuscia ne esiste anche una variante di Civitavecchia e zone limitrofe. La pasta lievitata dopo la cottura presenta una pellicola scura e l'interno di color nocciola. Ha profumo di cannella e contiene pezzettoni di cioccolato. Si può mangiare anche accompagnata da affettati e uova nella classica colazione di Pasqua
- Scarcella della Puglia o pizz palumm, Cuddura, "cicilio" della Sicilia, sorta di grossa ciambella guarnita con uova sode munite di guscio, parzialmente inglobate nell'impasto e fermate da strisce di pasta frolla decorata, infornate
- Schiacciata di Pasqua, della Toscana
- Tortano di Pasqua di Gaeta, dolce tipico della città di Gaeta consistente in una ciambella (tipo plumcake) ricoperta di glassa e zuccherini colorati

## Derivati del cioccolato

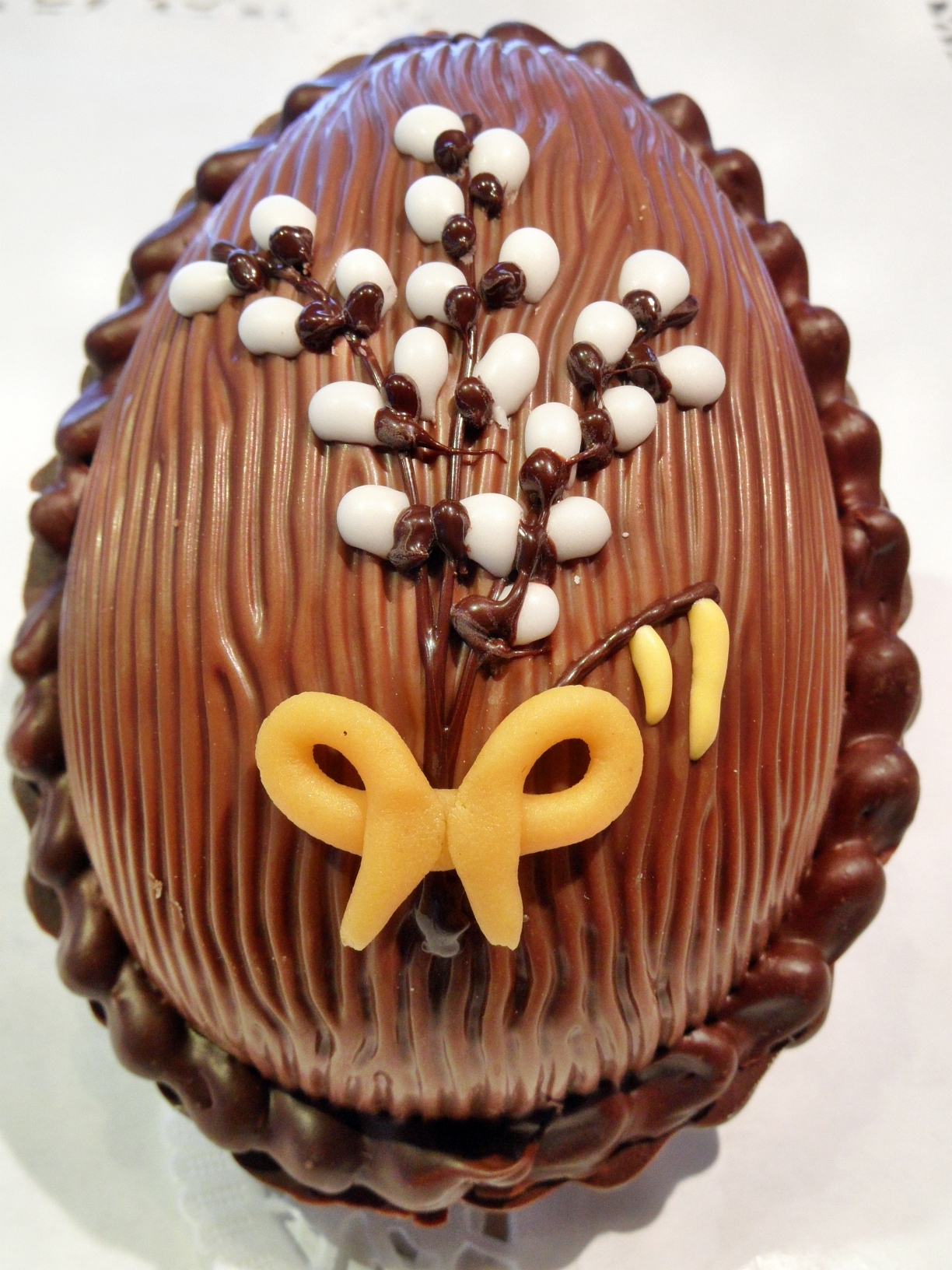
Uovo di Pasqua decorato

- Uovo di cioccolato (fondente o al latte), originario di Torino.

## Derivati del marzapane
- Agnello pasquale, tipico della Sicilia
- Pecorella, tipica della Puglia

## Altri piatti tipici della Pasqua

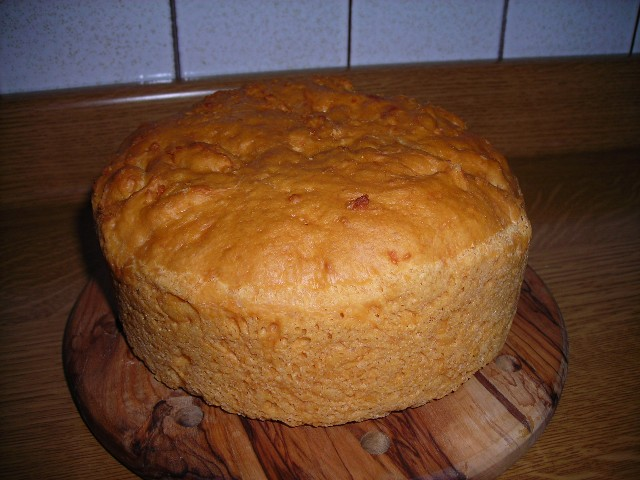
Pizza di Pasqua

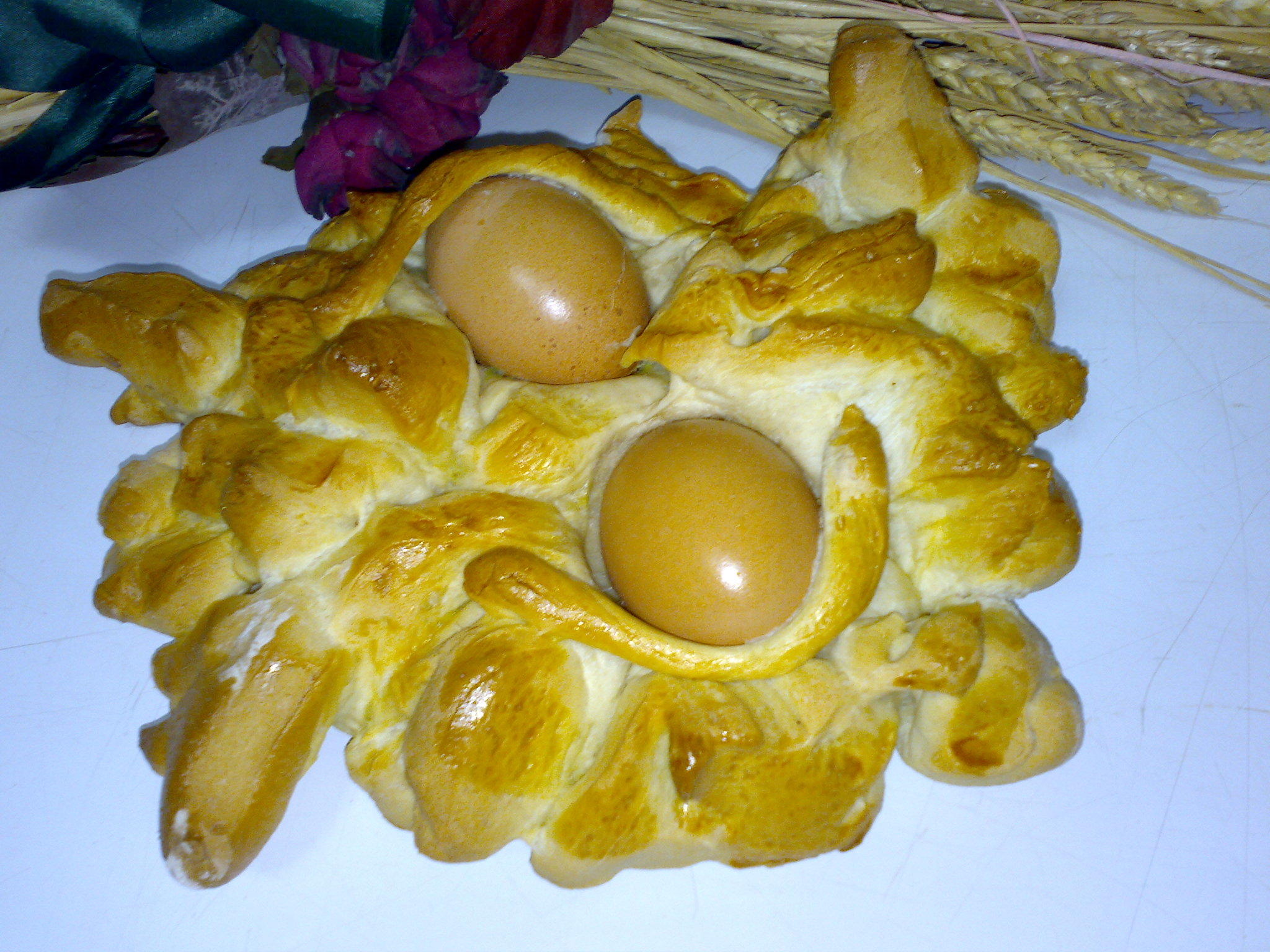
"Coccoi cun s'ou", dolce di Pasqua con uova sode della Sardegna.

- Bracciatelli (Romagna), ciambelline cotte al forno, spesso contenenti al centro un uovo sodo; si mangiano insieme a salumi.
- Paskalya çöreği della Turchia.
- Papini: piccole ciambelle al gusto di vaniglia, a base di burro, uova e zucchero.[1][2]
- Torta pasqualina: torta rustica salata a base di ricotta, biete (o spinaci) e uova sode, tipica della Liguria.[3][4]
- Carciofi arrostiti, piatto tipico della Campania.
- Casatiello o viccillo, preparato in Campania nel salernitano.
- Pizza di Pasqua o crescia di Pasqua: panettone salato al formaggio, tipico dell'Italia centrale.
- Cudduraci, frolla decorata con uova sode tipica della provincia di Reggio Calabria, di origine greca (condivide il nome coi koulourakia) e di aspetto molto simile ai Coccoi cun s'ou tipici della Sardegna.
- Frittata di maccheroni, tipico della Campania.
- Uova sode, presenti in tutta Italia (ed in altri Paesi europei) spesso vengono decorate.